# Я воин
«Я воин» (англ. I Am Ωmega, букв. «Я — Омега») — фильм режиссёра Гриффa Фёрстa, неофициальная экранизация романа Ричарда Мэтисона «Я — легенда». Фильм появился перед премьерой фильма «Я — легенда» c целью разделить с ним кассовый успех (см. мокбастер).

## Сюжет
Действие фильма происходит в постапокалиптическом Лос-Анджелесе, захваченном зомби, которые деградировали в результате генетического вируса. Из фильма не ясно, заражён ли вирусом весь мир или небольшие регионы, однако, предполагается, что заражение глобально, так как главный герой, Ренчард, не может обнаружить радио-сигналы или связаться с кем-либо через Интернет. Ренчард вынужден вести ежедневную борьбу за выживание против мутантов. Однажды с ним связывается через веб-камеру другая выжившая — Брианна. Она центре в Лос-Анджелеса и хочет выбраться из города, что бы найти в горах сообщество живых «Антиохию». Ренчард отказывает ей в помощи, так как в с помощью бомб замедленного действия, установленных в подземной газовой системе города, он планирует через 24 часа произвести гигантский взрыв, который сотрёт город с лица земли. Вскоре у дома Рейнчарда появляются Винсент и Майк, сообщившие, что они из Антиохии, и предлагают ему помочь им добраться до Брианны, так как у неё в крови есть антитела...

## В ролях
- Марк Дакаскос — Ренчард
- Джофф Мид — Винсент
- Дженнифер Уигинс — Брианна
- Райан Ллойд — Майк

## Съёмочная группа
- Режиссёр: Грифф Фёрст
- Продюсер: Джастин Джонс, Джофф Мид
- Сценарист: Джофф Мид
- Оператор: Александр Йеллен